# Ангара (семейство ракет-носителей)

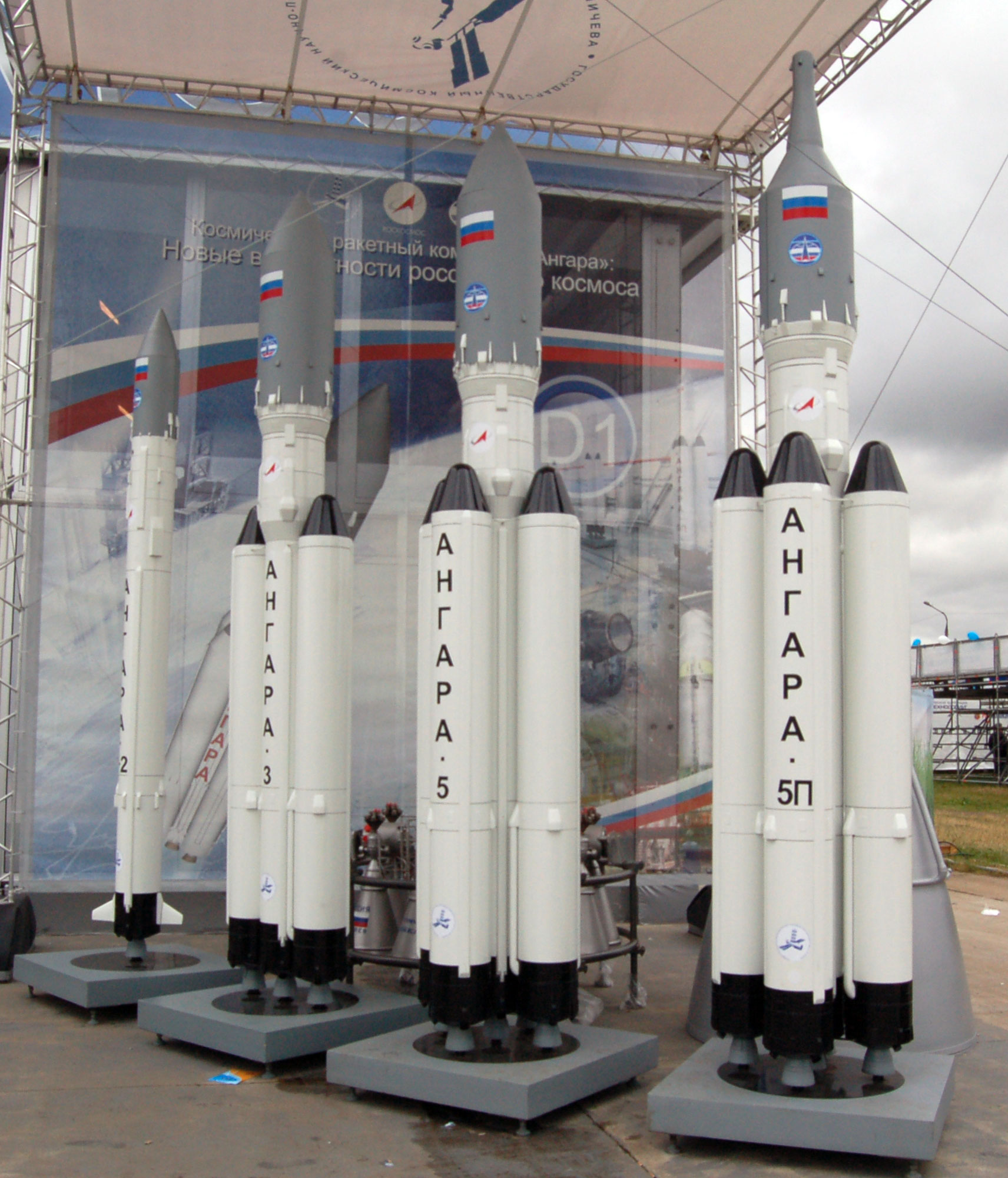
Макеты различных компоновок ракет-носителей «Ангара» на МАКС-2009

Варианты компоновки

«Ангара́» — семейство российских трехступенчатых унифицированных ракет-носителей (РН) с кислородно-керосиновыми двигателями, включающее в себя носители от лёгкого до тяжёлого классов — в диапазоне грузоподъёмностей от 3,5 («Ангара-1.2») до 38 тонн («Ангара-А5В») на низкой околоземной орбите.
Головной разработчик и производитель РН семейства «Ангара» — Государственный космический научно-производственный центр имени М. В. Хруничева, второй производитель изделий — ПО «Полёт». «Ангара» имеет модульную конструкцию: различные варианты реализуются с помощью различного числа универсальных ракетных модулей (УРМ, из них УРМ-1 — для первой ступени, УРМ-2 — для второй и третьей), длина УРМ составляет 25,1 м, диаметр — 2,9 м, масса с заправленным топливом — 149 тонн. УРМ комплектуется кислородно-керосиновым двигателем РД-191.

## Цели создания комплекса
После распада СССР космодром «Байконур», с которого осуществлялись запуски тяжёлых ракет-носителей «Протон» и «Энергия», оказался за пределами Российской Федерации. Возникла необходимость создания комплекса ракеты-носителя тяжёлого класса, все элементы которого изготавливались бы из российских комплектующих в российской производственной базе, а пуски осуществлялись с космодромов, расположенных на территории страны.
1. России необходим ракетный комплекс, способный выводить на геостационарную орбиту полезные нагрузки со своей территории (космодром «Плесецк», возможный вариант — космодром «Восточный»). В настоящее время ракета-носитель «Протон» запускается только с космодрома «Байконур», расположенного в Казахстане[3], и пуски этих ракет намечено прекратить[4][5].
2. Из соображений стратегической безопасности комплекс полностью спроектирован и изготовлен кооперацией российских предприятий, находящихся на территории страны.
3. Замена тяжёлых ракет-носителей с токсичным топливом. Обычно в качестве топлива для «тяжёлых» РН (в СССР / РФ) использовался ядовитый гептил. В настоящее время гептил используется в РН «Протон-М» В «Ангаре» будет использоваться экологически чистое топливо на основе керосина, в качестве окислителя будет выступать жидкий кислород, соответственно, такая ракета более безопасна при использовании и не будет иметь соответствующих ограничений по траекториям запуска. В будущем возможно применение «Ангары» и для пилотируемых полётов.
4. Модульность. Позволит упростить доставку готового изделия по железной дороге к месту старта. Модульная концепция построения позволяет создать целое семейство РН: лёгкого класса (на базе 1-го модуля первой ступени с массой полезной нагрузки на низкой околоземной орбите 1,5 т), тяжёлого (до 35 т, состоящего из 7 универсальных ракетных модулей в составе первой ступени).
5. Полезная нагрузка «Ангары А5» — до 26 тонн, что больше, чем у «Протона». Это позволит вывести с космодрома Плесецк на геостационарную орбиту полезную нагрузку такой же массы, как и с космодрома Байконур при помощи «Протона-М».

В результате создания «Ангары» ГКНПЦ им. Хруничева может занять почти весь российский рынок космических запусков, создав на основе УРМ единую замену для большинства существующих типов ракет-носителей, созданных в СССР:
- «Ангара А5» и «Ангара А7» вместо «Протона» (топливо на основе высококипящих ядовитых компонентов)
- «Ангара А3» вместо «Зенита-2» (производился на Украине только для проекта морской/наземный старт, фактически производство остановлено после 2013 года)
- «Ангара А1.2» вместо «Циклона-2/3» (снят с производства на Украине)
- «Ангара А1.1» вместо «Космоса-3М» (топливо на основе высококипящих ядовитых компонентов, снят с производства в 90-х).

Без замены оставалось бы только семейство ракет-носителей типа Р-7 («Союз»/«Молния») и легкие конверсионные носители на базе МБР. Методология создания унифицированного ряда ракет-носителей стала основой докторской диссертации первого заместителя генерального директора ГКНПЦ им. Хруничева А. А. Медведева, защищённой в 1999 году (в 2001 году А. А. Медведев был назначен генеральным директором). Кроме того, имелись основания полагать, что со временем значительная часть нагрузок РН «Союз» должна мигрировать на более высокий уровень и перейти на РН «Ангара-А3».

## Варианты
- «Ангара-1.2» — РН лёгкого класса (из одного УРМ на РД-191).
- «Ангара-А3» — РН среднего класса (из трёх УРМ на РД-191).
- «Ангара-А5» — РН тяжёлого класса (из пяти УРМ на РД-191).
- «Ангара-А5М» — РН тяжёлого класса (из пяти УРМ на РД-191М).
- «Ангара-А5В» — РН тяжёлого класса повышенной грузоподъемности (из пяти УРМ на РД-191М).

## Хронология разработки
9 января 2018 года было объявлено, что Центр им. Хруничева приступил к разработке многоразовой ступени для ракеты лёгкого класса «Ангара-1.2».

### История разработки
- 3 августа 1992 года на основании решения научно-технического совета Военно-космических сил по вопросу «Средства выведения: состояние и перспективы их модернизации и развития» и постановления Правительства Российской федерации от 15 сентября 1992 года был объявлен конкурс на проектирование и создание КРК (космического ракетного комплекса) тяжёлого класса. В конкурсе приняли участие РКК «Энергия» им. академика С. П. Королёва, ГКНПЦ им. М. В. Хруничева и ГРЦ «КБ им. академика В. П. Макеева», которые представили на рассмотрение специально образованной межведомственной экспертной комиссии несколько вариантов ракет-носителей.
- В августе 1994 года конкурс выиграл вариант, предложенный ГКНПЦ им. М. В. Хруничева. Эта же организация была назначена головным разработчиком комплекса. Отвергнутое предложение РКК «Энергия» в дальнейшем стало основой для разработки семейства ракет-носителей «Русь-М».
- Указом Президента РФ от 6 января 1995 года «О разработке КРК Ангара» работы по созданию ракетного комплекса «Ангара» определены как работы особой государственной важности. В марте вышел приказ Министерства обороны РФ по этому комплексу.
- 26 августа 1995 года вышло постановление Правительства РФ, определившее этапность создания комплекса «Ангара», утвержден генеральный план-график создания комплекса, объёмы его финансирования, а также кооперацию соисполнителей. В постановлении был определён срок начала лётных испытаний комплекса — 2005 год и место — УСК (площадка № 35) космодрома «Плесецк» (недостроенный стартовый комплекс РН «Зенит»), а в перспективе предусматривалось использование для пусков РН «Ангара» с космодрома «Свободный». Принятый к разработке проект предусматривал создание двухступенчатой ракеты-носителя пакетной компоновки баков с последовательной работой ступеней с использованием в качестве окислителя жидкого кислорода, а в качестве горючего на первой ступени керосина, на второй — жидкого водорода. Баки горючего располагались вокруг баков окислителя. Такая схема неофициально называлась «чебурашкой», поскольку визуально расположенные по бокам большие баки горючего напоминали уши мультипликационного персонажа. Двигателем 1-й ступени был принят РД-171, созданный для РН Зенит. Двигатель 2-й ступени — РД-0120, использованный ранее на центральном блоке РН «Энергия». Стартовая масса РН — 640 тонн, масса полезной нагрузки, выводимой на низкую околоземную орбиту с наклонением 63° (с космодрома «Плесецк») — 24,5 тонны. Выбор двигателя РД-171 позволял использовать для запуска стартовые комплексы РН Зенит, в частности дооборудовать соответствующие недостроенные стартовые комплексы на космодроме Плесецк[7]. Соисполнителями по отдельным частям и системам были установлены:

1. НПО «Энергомаш» (Химки) — по двигателям 1-й ступени;
2. ГРЦ КБ им. В. П. Макеева — по топливным бакам (впоследствии исключён);
3. КБ Химавтоматика (Воронеж) — по двигателям 2-й ступени;
4. РКК «Энергия» (Королёв) — по всей конструкции 2-й ступени (впоследствии исключена);
5. КБ транспортного машиностроения (ЦЭНКИ НИИСК, Москва) — по наземному стартовому комплексу;
6. НИИ ХИММАШ (ныне ФКП «НИЦ РКП») — по наземной отработке космического ракетного комплекса.

- В марте 1997 года руководство ГКНПЦ им. М. В. Хруничева предложило кардинально пересмотреть принятый в 1995 году вариант РН «Ангара». Постепенно стала вырисовываться нынешняя схема на базе универсальных ракетных модулей и с использованием керосина в качестве горючего на всех ступенях. Без проведения нового конкурса и научно-технического совета решением главы Росавиакосмоса Ю. Н. Коптева и с согласия Министерства обороны РФ новая схема была принята к разработке, а РКК «Энергия» и ГРЦ им. Макеева были исключены из состава соисполнителей.
- В декабре 2007 года завершились трёхмесячные испытания РН в подмосковном НИИ химического машиностроения[8].
- В сентябре 2008 года в ФКП «НИЦ РКП» (бывший НИИ ХИММАШ, город Пересвет Сергиево-Посадского района Московской области) доставлен УРМ-2 ракеты-носителя «Ангара» для проведения огневых испытаний. Намеченные мероприятия являются частью обязательного цикла подготовки создаваемой ракетно-космической техники[9].
- 29.04.2009 в ФКП «НИЦ РКП» была проведена первая серия холодных испытаний УРМ-1, в которой в бак окислителя заправлялось около 100 тонн жидкого кислорода. Целью испытаний являлась комплексная отработка пневмогидросистем питания двигателя и алгоритмов управления ими на натурном криогенном компоненте топлива — жидком кислороде[10].
- 18.06.2009 в ФКП «НИЦ РКП» состоялись вторые холодные испытания с использованием обоих компонентов топлива. На этом этапе была проведена комплексная проверка работоспособности пневмогидросистемы питания в стендовых условиях при «холодных» проливках баков окислителя и горючего[10].
- 30.07.2009 в ФКП «НИЦ РКП» на стенде ИС-102 проведены огневые испытания модуля УРМ-1 РН «Ангара»[10].
- 26.11.2009 в ФКП «НИЦ РКП» завершены огневые испытания модуля УРМ-1 РН «Ангара»[11].
- 18.11.2010 в ФКП «НИЦ РКП» успешно проведены огневые стендовые испытания универсального ракетного модуля УРМ-2 РН «Ангара». Основная цель огневого стендового испытания — комплексная проверка и подтверждение работоспособности пневмогидросистем изделия в стендовых условиях при совместной работе с двигателем РД-0124А-И с воспроизведением режимов работы двигательной установки по циклограмме полёта. Огневые стендовые испытания являются заключительным этапом наземной отработки УРМ-2 перед лётными испытаниями[12].
- 23.05.2011 межведомственной комиссией, образованной совместным решением Космических войск Министерства обороны РФ и Федерального космического агентства, подписан акт, в котором констатировано, что двигатель РД-191 успешно завершил стадию наземной отработки и пригоден для использования в составе семейства ракет-носителей «Ангара»[13].
- В апреле 2012 года Центр судоремонта «Звёздочка» успешно провёл заводские испытания первого транспортно-установочного агрегата лёгкого класса (вес 197 тонн) из двух для стартовых комплексов РН «Ангара»[14]. Оборудование предназначено для транспортировки и установки ракет лёгкого и тяжёлого классов на старте.
- В октябре 2012 года завершились зачётные испытания элементов конструкции ракеты-носителя «Ангара». По сообщению ГКНПЦ им. Хруничева[15], в ФКП «НИЦ РКП» (п. Реммаш) успешно завершились зачётные испытания на криостатическую прочность элементов конструкции перспективной ракеты-носителя «Ангара» (изделие А5А2С — сборка № А13) изготовления ГКНЦП. Целью испытаний сборки № А13 было подтверждение прочности отсеков ускорителя III ступени РН, а также отдельных узлов конструкции «Ангары» 3А и 5А.
- Универсальный ракетный модуль УРМ-1 трижды — в 2009, 2010 и 2013 годах[16] — проходил лётные испытания в составе ракеты-носителя KSLV-1 в качестве первой ступени[17].
- Первый пилотируемый запуск с космодрома «Восточный» ракеты «Ангара» планировался в 2017 году[18].
- По заключению Счётной палаты Российской Федерации средства, вложенные в проект за два десятилетия, многократно подняли цену этого пока ещё не готового носителя[19].
- В конце августа 2015 года НПО «Энергомаш» приступило к созданию модернизированной версии двигателя РД-191М, который будет применяться на «Ангаре-А5В» и «Ангаре-А5П» и будет на 10—15 % мощнее предшественника. Первый этап выпуска аванпроекта завершён в сентябре 2015 года. Опытно-конструкторские разработки планируется завершить к 2018 году.
- В январе 2018 года в ГКНПЦ им. Хруничева заявили о возобновлении работ по созданию многоразовой версии. В «Роскосмосе» и ОКБ Мясищева подтвердили информацию о проведении работ. В авиационном КБ подчеркнули, что первые результаты могут быть объявлены уже весной 2018 года. К этому времени будет выбран технический облик многоразовой «Ангары». Его представят коллегии Военно-промышленной комиссии, которая должна будет решить вопрос о финансировании проекта[20].
- 26 июня 2018 года в Москве прошла научно-практическая конференция «Основные задачи и перспективы развития госкорпорации „Роскосмос“». На ней Дмитрий Рогозин заявил, что лётные испытания семейства новейших российских ракет-носителей «Ангара» завершатся после шести пусков[21].
- В 2018 году после продувки макета в аэродинамической трубе ЦАГИ в конструкцию ракеты-носителя «Ангара-А5» были внесены изменения[22].
- 1 апреля 2019 года глава Роскосмоса Дмитрий Рогозин сообщил СМИ, что «Ангару-А3» не будут создавать, поскольку разрабатываемый «Союз-5 (Иртыш)» имеет ту же грузоподъемность на НОО — 17 тонн, а предприятиям-изготовителям «Ангары» и «Союза» (Центр им. Хруничева и РКЦ «Прогресс» соответственно) не следует дублировать носители[23]. 11 апреля Рогозин во время пресс-конференции Роскосмоса уточнил, что «Ангара-А3» не только никогда не проектировалась, но её даже не планировали когда-либо создавать, поскольку долгое время существовал носитель «Зенит-2», а после российско-украинского кризиса 2014 года было принято решение заменить его «Союзом-5»[24].
- 24 сентября 2019 года генеральный конструктор КБ «Салют» Сергей Кузнецов сообщил СМИ, что принято решение изготавливать методом аддитивных технологий специальные ложементы-переходники для стыковки нового шаробаллона, создаваемого взамен старого украинского, с посадочным местом[25].
- 8 октября 2019 года источник в ракетно-космической отрасли сообщил СМИ, что разработка проекта пилотируемой версии «Ангара-А5П» («П» — пилотируемая) должна завершиться к концу 2019 года и в то время работы по созданию ракеты находились на начальной стадии. «Ангара-А5П» будет отличаться от базовой тяжёлой «Ангары» большей степенью резервирования, надежности и безопасности, а также меньшими перегрузками при отрыве от стартового стола и при разделении третьей ступени и пилотируемого корабля «Орёл»[26].
- 30 октября 2019 года по решению «Роскосмоса» был расторгнут контракт стоимостью более двух миллиардов рублей с Центром Хруничева на производство ракеты-носителя «Ангара-1.2»[27].

### Ангара-А3
«Ангара-А3» задумывалась как РН среднего класса для замены производимого на Украине «Зенита-2» и состоящая из трех УРМов.
- 28 июля 2015 года генеральный конструктор Центра им. Хруничева Александр Медведев сообщил СМИ, что полезная нагрузка «Ангары-А3» выше, чем у РН «Зенит», а если запуски проводить с экватора, то выше, чем у РН Falcon 9 — и по стоимости запуска, и по энергетическим характеристикам[28].
- 1 апреля 2019 года глава Роскосмоса Дмитрий Рогозин сообщил СМИ, что «Ангару-А3» не будут создавать, поскольку разрабатываемый «Союз-5 (Иртыш)» имеет ту же грузоподъемность на НОО — 17 тонн, а предприятиям-изготовителям «Ангары» и «Союза» (Центр им. Хруничева и РКЦ «Прогресс» соответственно) не следует дублировать носители[29].
- 11 апреля 2019 года глава Роскосмоса Дмитрий Рогозин сообщил СМИ, что «Ангара-А3» не только никогда не проектировалась, но её даже не планировали когда-либо создавать, поскольку долгое время существовал носитель «Зенит-2», а после российско-украинского кризиса 2014 года было принято решение заменить его «Союзом-5»[30].
- 8 июля 2020 года генеральный конструктор (2009—2014 годы) Центра им. Хруничева Владимир Нестеров сообщил СМИ, что для создания «Ангары-А3» требуется всего лишь «поменять математику», и все работы обойдутся в 800 млн рублей, при этом можно обойтись без разработки «Союза-5»[31].
- 18 февраля 2021 года генеральный директор Центра им. Хруничева Алексей Варочко сообщил СМИ, что предприятие начнёт выпускать ракету-носитель «Ангара-А3», но не уточнил сроки её создания[32].
- 6 марта 2021 года глава Роскосмоса Дмитрий Рогозин сообщил в соцсети, что производство «Ангары-А3» возможно, но не очевидно, поскольку в этом классе скоро появится «Союз-5» грузоподъемностью 17 тонн[33].
- 12 апреля 2022 года глава Роскосмоса Дмитрий Рогозин сообщил СМИ, что Центр им. Хруничева не исключает возможности возвращения к созданию «Ангары-А3» грузоподъемностью от 12 до 15 тонн; существование «Ангары-А3» одновременно с близким по грузоподъемности «Союзом-5» (17,5 тонны) поможет создать дополнительные возможности резервирования[34].

### Передача производства из Москвы в Омск
Центр им. Хруничева принял решение наладить производство «Ангары» в омском ПО «Полёт», поскольку носитель создается по отличным от производства «Протона» технологиям, например, для «Протонов» используется аргонно-дуговая сварка и все технологические цепочки построены вокруг этого. В Омске внедрена фрикционная сварка. Кроме того, с точки зрения эффективности транспортной логистики Омский завод расположен наиболее оптимально — практически на одинаковом расстоянии от космодромов «Плесецк» и «Восточный».

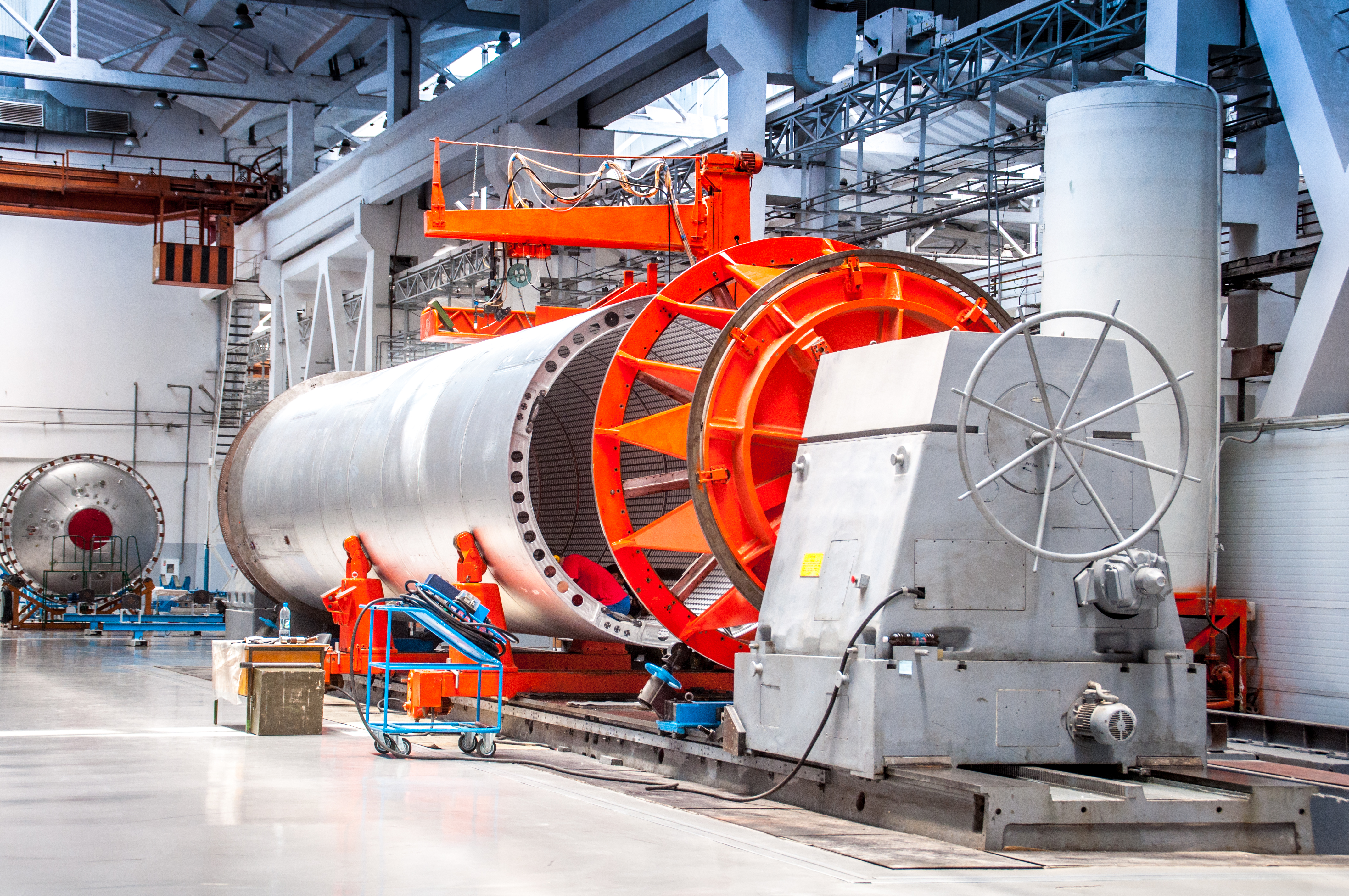
Освоение полного цикла сборки ракеты-носителя «Ангара» на производственной площадке ПО «Полёт»

На начальном этапе центральный и боковые блоки ракеты-носителя (соответственно, первая и вторая ступени, УРМ-1) будут собираться на производственном объединении «Полёт» в Омске, а в Москве, в Центре им. Хруничева, блоки пройдут дополнительные проверки и будет происходить сборка ракеты-носителя вместе с третьей ступенью (УРМ-2) и интеграцией разгонного блока, после чего «Ангара» будет отправлена на космодром Плесецк (Архангельская область) для предстартовой подготовки.
Предполагается, что с 2020 года ПО «Полёт» будет самостоятельно производить третью ступень (УРМ-2). В середине января 2018 года гендиректор Центра им. Хруничева Алексей Варочко сообщил СМИ, что третью ступень начнут производить в Омске не ранее 2022 года. Таким образом, всего в Москве будет изготовлено шесть ракет «Ангара-А5», а полная сборка в Омске начнется только с седьмой ракеты по новой конструкторской документации способом фрикционной сварки.
ПО «Полёт» вошло в состав Центра им. Хруничева в 2007 году. Первый этап реконструкции и модернизации ПО «Полёт» был начат в 2009 году, на этой стадии инвестиции составляли 6 млрд рублей (по другим данным — 7 млрд рублей).
Второй этап предусматривает вложения в 10 млрд рублей.
Затраты на третий этап неизвестны, он должен завершиться запуском производства более 20 универсальных ракетных модулей для «Ангары» в год.
До 2015 года в Омске изготавливались топливные баки для УРМов.
- 2015 год — принято решение о размещении на территории омского завода «Полёт» производства ракеты «Ангара»[41].
- 10 мая 2016 года источник в ракетно-космической отрасли сообщил СМИ, что изготовление и проверка центрального и боковых блоков для второго летного экземпляра «Ангары-А5» задерживается на три месяца (с марта до июня) из-за проблем с производством и испытаниями на ПО «Полёт». По его словам, причиной отставания от графика стала задержка с поставкой комплектующих, а также наладка производства в Омске, длительный срок проверок и отсутствие некоторого оборудования для тестирования[42].
- 2 августа 2016 года губернатор Омской области Виктор Назаров сообщил СМИ, что в сентябре 2016 года будет запущен цех, на котором будет полностью производиться сборка «Ангары»[41].
- Также, 26 августа 2016 года губернатор сообщил, что ПО «Полёт» с 2020 года станет единственным в России центром по производству ракетных модулей для «Ангары», производя до 100 УРМов в год. В модернизацию производства ПО «Полёт» Центром им. Хруничева уже вложено 7 млрд рублей[40].
- 28 февраля 2017 года губернатор Омской области Виктор Назаров сообщил СМИ, что во втором квартале 2017 года «Ангара» будет полностью собираться на предприятии «Полёт», так как уже идёт процесс внедрения полного технического цикла изготовления под контролем Федерального агентства по специальному строительству[43].
- 5 апреля 2017 года гендиректор Центра им. Хруничева Андрей Калиновский в интервью СМИ заявил, что предприятие по обоюдному согласию с Минобороны России (главный заказчик «Ангары») перенесло пуск носителя на 2018 год вследствие затянувшегося процесса передачи производства в Омск, чтобы подтвердить готовность производства по качеству выпускаемой продукции, стабильности технологических процессов и квалификации персонала. Все испытания (в том числе стендовые) должны быть завершены в ЦНИИ машиностроения в 2017 году, после чего можно будет запускать производство в ПО «Полёт»[44].
- 24 июня 2017 года в Министерстве промышленной политики, транспорта и инновационных технологий Омской области сообщили СМИ, что цех сборки УРМов для «Ангары» начнет работу на ПО «Полёт» в июле[45].
- 25 августа 2017 года вице-премьер Дмитрий Рогозин в ходе совещания в Центре им. Хруничева заявил, что по вине одного из главков Спецстроя России в Омске не готова часть производств, в особенности, цех по гальванике, средства на который были выделены ещё в 2014 году[46][47].
- 10 октября 2017 года исполняющий обязанности гендиректора Центра им. Хруничева Алексей Варочко сообщил СМИ, что омский филиал имеет заказ на производство 10 ракет «Ангара» по линии Минобороны России[48]. 11 октября Министерство промышленности, транспорта и инновационных технологий Омской области подтвердило это информацию, уточнив, что госзаказ рассчитан на период 2018—2025 годов и предусматривает сборку двух вариантов носителя — «Ангары-1.2» и «Ангары-А5»[49].
- По состоянию на начало 2018 года, силами Центра им. Хруничева и ЦНИИМаш проводились вибро-прочностные испытания одного из универсальных ракетных модулей УРМ-1 для первой ступени «Ангары-А5», они начались в конце 2017 года и должны продлиться несколько месяцев. Цель испытаний — оценить технологическую готовность производства в ПО «Полёт», организованного с использованием новейшего технологического оборудования, оснастки и прогрессивных производственных процессов, к серийному выпуску ракет-носителей «Ангара»[50].
- 2 марта 2018 года вице-премьер Дмитрий Рогозин по итогам посещения ПО «Полёт» сообщил о принятии решения об открытии работ по модернизации «Ангары-А5»: ракету необходимо облегчить и увеличить её тяговооруженность за счет использования композитных материалов и перехода на самую современную сварку, которая на 15 % улучшает лётные характеристики. А налаживание кооперационных схем внутри предприятий Роскосмоса поможет запустить серийное производство тяжёлой «Ангары» уже в 2021 году. Кроме того, Рогозин поручил технологам ПО «Полёт» и омских филиалов ОДК и «Алмаз-Антей» обсудить 5 марта параметры создания единого центра компетенций по гальванике[51][52]. Гальванический цех должен был быть построен ещё в 2014 году и, по данным СМИ, на его создание выделено свыше 250 млн рублей, а в настоящее время требуется ещё порядка 65 млн рублей и продление сроков до мая 2018 года на поставку необходимого оборудования[53].
- 30 марта 2018 года в ходе визита на предприятие врио губернатора Омской области Александра Буркова директор ПО «Полёт» Сергей Головинский сообщил, что полный перенос производства «Ангары-1.2» на омское аэрокосмическое объединение должен осуществиться в 2019 году, а «Ангары-А5» — до конца 2021 года[54].
- 17 июля 2018 года глава Роскосмоса Дмитрий Рогозин сообщил СМИ, что cерийное производство ракет-носителей «Ангара» начнется на омском ПО «Полёт» с 2023 года. Туда переедет всё производство, а в Москве Центр Хруничева будет трансформирован в конструкторское бюро[55].
- 22 февраля 2019 года глава Роскосмоса Дмитрий Рогозин объявил, что до 2023 года в Омске будут выпускаться по две «Ангары» ежегодно. С 2023 года «Ангара» будет запущена в серийное производство. Всего производственная программа предполагает выпуск до 44 универсальных ракетных модулей, которые в рамках модульной конструкции будут складываться как «Ангара» либо лёгкого класса, либо тяжёлого[56].
- 22 марта 2019 года Роскосмоса Дмитрий Рогозин объявил, что с 2023 года будет выпускаться не менее 8 РН «Ангара-А5» в год, запуски будут совершаться с «Восточного»[57].
- 22 июня 2019 года глава Центра им. Хруничева Алексей Варочко сообщил СМИ, что с этого года ПО «Полёт» начнет изготавливать полностью готовые блоки первой ступени «Ангары», а также, что поставлено почти 90 % оборудования для контрольно-испытательной станции под лёгкую ракету-носитель «Ангара-1.2»[58]. Губернатор Омской области Александр Бурков, в свою очередь, заявил, что к 2023 году на омском предприятии предусмотрено увеличение численности работников минимум до 3700 человек, «Полёт» будет загружен заказами на 40 лет вперёд.
- 23 июня 2019 года глава Роскосмоса Дмитрий Рогозин объявил, что с 2022 года ПО «Полёт» будет ежегодно производить по четыре ракеты-носителя «Ангара-А5»[59], а с 2024 года — не менее 8 тяжёлых и 2 лёгких ракет-носителей ежегодно[60].
- 6 сентября 2019 года при посещении Владимиром Путиным космодрома Восточный гендиректор Центра им. Хруничева Алексей Варочко сообщил, что первая ракета «Ангара» будет поставлена на космодром Восточный в 2022 году, сейчас запущено её производство в Омске[61].
- 3 октября 2019 года глава Роскосмоса Дмитрий Рогозин сообщил СМИ, что ПО «Полёт» в 2023 году выпустит 4 ракеты «Ангара-А5», с 2024 года предприятие будет выпускать по 8 ракет «Ангара-А5» и по 2 ракеты «Ангара-1.2» ежегодно[62].
- 6 ноября 2019 года глава «Роскосмоса» Дмитрий Рогозин сообщил СМИ, что первая произведённая на омском предприятии «Полёт» пилотируемая ракета-носитель «Ангара-А5П» ожидается к 2024 году[63].
- 19 декабря 2020 года делегация Роскосмоса посетила ПО «Полёт», осмотрела стройплощадку в рамках реконструкции и технического перевооружения второго этапа ПО «Полёт», ход реконструкции внешних коммуникаций производственных и вспомогательных площадей, цех окончательной сборки ракет-носителей с частями собираемых Ангара-5 и Ангара-1.2, цех изготовления баков с малой чистовой зоной, сварочные и сборочные участки. Особое внимание было уделено строительству двух силовых фундаментов под установку новых станков, которые позволят вести обработку крупногабаритных деталей для ракет-носителей «Ангара-А5», сделав эту работу производительнее[64][65].

### Ожидаемые события
- 2020 год — выпуск первой «Ангары-1.2», полностью собранной в ПО «Полёт», постройка второго контрольно-испытательного стенда для производства «Ангары-А5».
- 2021 год — передача Минобороны двух РН «Ангара».
- 2022 год — выпуск первой «Ангары-А5», полностью собранной в «Полёте».
- 2022 год — выпуск четырёх РН «Ангара».
- 2023 год — выпуск четырёх РН «Ангара».
- С 2024 года — серийное производство: выпуск восьми РН «Ангара» ежегодно[66]. Прекращение использования «Протон-М»[67].

## Стоимость разработки
В 2012 году глава Федерального космического агентства, бывший до того замом министра обороны РФ, В. А. Поповкин оценил произведённые затраты на разработку «Ангары» так: «нам ведь та же „Ангара“ обошлась более чем в 160 млрд рублей. Это большая цифра», то есть 5,33 млрд. $ по курсу 30 руб. за доллар США.
На 2013 год на программу потрачено 100 млрд рублей.
В апреле 2018 года глава научно-технического совета Роскосмоса Юрий Коптев привёл оценку в 110 млрд рублей.
Гендиректор ГКНПЦ им. М. В. Хруничева В. Е. Нестеров в своей книге «Космический ракетный комплекс „Ангара“. История создания» написал по данным на конец 2017 года, что потрачено 112 млрд рублей.

### КРК на космодроме «Восточный»
В 2015 году планировалось выделить на создание и испытание ракет-носителей «Ангара» 32,4 млрд рублей (разработка «Ангары-А5» для «Восточного» и три пуска в рамках ЛКИ).
В 2018 году эту сумму сократили до 26,2 млрд рублей.
В апреле 2020 года Роскосмос хотел увеличить финансирование по ОКР «Амур» до 65 млрд рублей, в связи с созданием «Ангары-А5М».
В августе 2020 года Роскосмос на портале госзакупок разместил материалы, согласно которым финансирование по ОКР «Амур» составит 45,5 млрд рублей на период до 2026 года.

## Эксплуатация

#### Вариант дляЮжной Кореи
С 2004 по 2013 год велись совместные работы по южнокорейскому носителю KSLV-1 (Наро-1), в первой ступени которого активно использовались наработки по «Ангаре». С южнокорейской стороны заказчиком проекта выступал Корейский институт аэрокосмических исследований (KARI). С российской стороны в проекте участвовали ГКНПЦ имени М. В. Хруничева, НПО «Энергомаш» и Конструкторское бюро транспортного машиностроения. Всего было произведено три запуска: в 2009, 2010 и 2013 году, два первых запуска были неудачными (не по вине российских двигателей). Впоследствии, в 2016 году Корея заключила контракт на поставку ракет-носителей «Ангара».

#### Ангара-1.2ПП
Изначально первый пуск РН «Ангара» был запланирован на 2005 год с космодрома «Плесецк». Но затем он многократно переносился: на 2011 год, на 2012 год и, наконец, на 2014 год.
26 июня 2014 года прошёл «сухой прогон» испытательного пуска ракеты.
Пуск ракеты-носителя лёгкого класса «Ангара-1.2ПП» (ракета-носитель «Ангара 1.2. первого пуска») с космодрома «Плесецк» был осуществлён 9 июля 2014 года. Пуск прошёл успешно, РН пролетела по баллистической траектории до района полигона Кура на Камчатке.
Основные характеристики
| Стартовая масса РКН, т                 | 171   |
| Масса габаритно-массового макета ПН, т | 1,43  |
| Число ступеней                         | 2     |
| Время полёта РКН, мин                  | 21,28 |

Целями пуска РН «Ангара-1.2ПП» являются:
- проверка функционирования составных частей космического ракетного комплекса «Ангара» при подготовке к пуску и при осуществлении пуска ракеты;
- отработка бортовых систем ракеты-носителя «Ангара»;
- отработка эксплуатационной документации.

Запланированный пуск 27 июня 2014 года был отменён за 1 минуту 30 секунд до КП («Контакт подъёма»), когда автоматизированная система управления пуском (АСУП) сформировала команду «Нет готовности ДУ к пуску» (ДУ — двигательная установка) из-за падения давления в шаробаллоне наддува демпфера окислителя первой ступени по причине негерметичности в магистрали подачи гелия к демпферу. За 1 минуту 19 секунд до КП обратный отсчёт автоматически остановился. Было объявлено о переносе запуска на сутки, на 28 июня, в дальнейшем пуск был также перенесён. За проведением пуска в прямом эфире наблюдал Президент РФ В. В. Путин, которым была поставлена задача в ближайшее время разобраться в причинах и устранить их. Государственной комиссией было принято решение снять «Ангару 1.2ПП» со стартового стола и отправить в монтажно-испытательный комплекс для выявления и устранения причин отмены, проведения дополнительных проверок.
После выявления и устранения причин падения давления государственной комиссией была назначена новая дата пуска РН «Ангара-1.2ПП» — 9 июля 2014 года. Подготовка РН прошла в штатном режиме и в 16:00 по московскому времени с 35-й площадки в/ч 13973 (космодром «Плесецк») был успешно проведён первый испытательный пуск РН «Ангара-1.2ПП».
Полёт проходил согласно утверждённой циклограмме по баллистической траектории над территорией России. В соответствии с циклограммой полёта через 3 минуты 42 секунды после отрыва от стартового стола первая ступень с двигателем РД-191 отделилась от РН и упала в акватории Печорского моря. Через две секунды после отделения первой ступени без каких-либо технических накладок был включён двигатель второй ступени РД-0124А. Головной обтекатель был сброшен через 3 минуты 52 секунды после старта и упал в заданный район южной части Баренцева моря. Через 8 минут 11 секунд произошло штатное выключение двигательной установки второй ступени. Спустя 21 минуту после старта неотделяемый габаритно-массовый макет полезной нагрузки со второй ступенью ракеты попал в заданный район полигона Кура на полуострове Камчатка на расстоянии 5700 км от места старта.

#### Ангара-А5
Первый испытательный пуск тяжёлой версии РН «Ангара-А5» произведён 23 декабря 2014 года в 8:57 (МСК) с космодрома Плесецк. Запуск прошёл штатно.
Второй испытательный пуск тяжёлой версии РН «Ангара-А5» произведён 14 декабря 2020 года в 8:50 (МСК) с космодрома Плесецк. Запуск прошёл штатно.
Третий запуск тяжёлой версии РН «Ангара-А5» состоялся 27 декабря 2021 года с новым разгонным блоком «Персей». Запуск самого носителя прошёл штатно, но произошла ошибка при работе разгонного блока.

## Варианты ракеты-носителя Ангара в сравнении с российскими аналогами
| Ракета-носитель | «Ангара-1.1»  | «Ангара-1.2»    | «Союз-2.1в»     | «Ангара-А3»       | «Ангара-А3»       | «Ангара-А5»       | «Ангара-А5»       | «Ангара-А5В»        | «Ангара-А5В»        | «Союз-2.1б» | «Иртыш» («Союз-5») | «Протон-М»           | «Амур-СПГ» («Союз-7»)                                  |
| Первая ступень | УРМ-1, РД-191 | УРМ-1, РД-191   | НК-33, РД-0110Р | 2 × УРМ-1, РД-191 | 2 × УРМ-1, РД-191 | 4 × УРМ-1, РД-191 | 4 × УРМ-1, РД-191 | 4 × УРМ-1, РД-191   | 4 × УРМ-1, РД-191   | РД-107А     | 1хРД-171МВ         | 6 × РД-276           | 5 × РД-0169А                                           |
| Вторая ступень | —             | УРМ-2, РД-0124А | РД-0124         | УРМ-1, РД-191     | УРМ-1, РД-191     | УРМ-1, РД-191     | УРМ-1, РД-191     | УРМ-1, РД-191       | УРМ-1, РД-191       | РД-108А     | 2 × РД-0124МС      | 3 × РД-0210, РД-0211 | РД-0169В-1                                             |
| Третья ступень | —             | —               | —               | УРМ-2, РД-0124АП  | УРМ-2, РД-0124АП  | УРМ-2, РД-0124АП  | УРМ-2, РД-0124АП  | УРМ-3В, 2 × РД-0150 | УРМ-3В, 2 × РД-0150 | РД-0124     | —                  | РД-0213, РД-0214     | —                                                      |
| Разгонный блок | «Бриз-КС»     | —               | «Волга»         | «Бриз-М»          | КВСК              | «Бриз-М»          | 14С48 («Персей»)  | 14С48 («Персей»)    | КВТК                | «Фрегат»    | ДМ-SLБ             | «Бриз-М»             | «Фрегат»                                               |
| Высота (максимальная), м | 34,9          | 41,5            | 44,0            | 45,8              | —                 | 55,4              | —                 | 64,0                | —                   | 46,0        | 37,14              | 58,2                 | 55                                                     |
| Стартовая масса, т | 149           | 171             | 160             | 480               | —                 | 773               | —                 | 820                 | —                   | 313         | 530                | 705                  | 360                                                    |
| Тяга (на уровне земли), тс | 196           | 196             | —               | 588               | 588               | 980               | 980               | —                   | —                   | —           | 740                | 1000                 | 500                                                    |
| Полезная нагрузка на НОО, т | 2,0           | 3,5             | 3,3             | 14,6              | 14,6              | 24,5              | 24,5              | 38,0                | 38,0                | 8,7         | 17,4               | 23,0                 | 12 (одноразовый вариант) / 10,5 (многоразовый вариант) |
| Полезная нагрузка на ССО, т | —             | 2,4             | 1,4             | —                 | —                 | —                 | —                 | —                   | —                   | 5,0         | 9,0                | —                    | 4,7                                                    |
| Полезная нагрузка на ГПО, т | —             | —               | —               | 2,4               | 3,6               | 5,4               | 7,0               | —                   | 12,0                | 2,0         | 5,0                | 6,35—7,1             | 2,6                                                    |
| Полезная нагрузка на ГСО, т | —             | —               | —               | 1,0               | 2,0               | 2,8               | 3,6               | 5,5                 | 7,0                 | —           | 2,5                | 3,7                  | 1,2                                                    |
| \| Примечания \| \| -------------------------------------------------------------------------------------------------------------------------------------------------- \| \| 1. ↑ в перспективе РД-193 2. ↑ уменьшенный 3. 1 2 3 4 5 6 7 8 пуск с космодрома «Плесецк» 4. 1 2 3 4 5 6 7 8 9 10 11 пуск с космодрома «Восточный» \| |               |                 |                 |                   |                   |                   |                   |                     |                     |             |                    |                      |                                                        |
| Примечания |               |                 |                 |                   |                   |                   |                   |                     |                     |             |                    |                      |                                                        |
| 1. 2. 3. 4. |               |                 |                 |                   |                   |                   |                   |                     |                     |             |                    |                      |                                                        |

## Стартовый комплекс накосмодроме Плесецк
Стартовый комплекс для ракет «Ангара» был построен в Плесецке в 2014 году. С него было осуществлено три успешных испытательных пуска. Предполагается, что этот комплекс будет постоянно загружен.
Министерство обороны РФ намерено к 2019 году построить на космодроме Плесецк новый стартовый стол, с которого будет запускаться носитель с кислородно-водородным разгонным блоком, для чего нужна специальная инфраструктура. В августе 2016 года ГКНПЦ им. М. В. Хруничева объявил о начале разработки проекта нового стартового комплекса для ракет-носителей семейства «Ангара» на космодроме Плесецк.
18 августа 2022 года замминистра обороны РФ Тимур Иванов в рамках форума «Армия-2022» сообщил СМИ, что в рамках программы «Развитие космодромов» до 2025 года планируется строительство на космодроме Плесецк нового стартового стола и дополнительной инфраструктуры, которая позволит обеспечивать до пяти запусков тяжелых ракет «Ангара».

## Стартовый комплекс на космодроме Байконур
Для запусков с космодрома «Байконур» планировалось создать космический ракетный комплекс «Байтерек», стартовавший в 2004 году совместный проект России и Казахстана по созданию организационно-технической структуры для выведения космических аппаратов с космодрома Байконур экологически чистыми ракетами-носителями. В 2008 году в качестве возможной базы для «Байтерека» рассматривалось несколько существующих площадок на Байконуре, в том числе рассматривалась возможность использования площадки 250 (Универсальный комплекс стенд-старт РН «Энергия»), с которой совершались запуски по программе «Энергия-Буран», с соответствующей доработкой имеющегося оборудования. Площадка так и не была выбрана и никаких работ по её оборудованию не проводилось. Не был решен и вопрос участия в финансировании со стороны Республики Казахстан. Финансовое участие в проекте «Байтерек» со стороны России предполагалось в виде внебюджетных средств ГКНПЦ им. Хруничева. Первый запуск был запланирован на 2012 год, но затем неоднократно переносился.
В целом проект «Байтерек» предназначался для коммерческого применения РН «Ангара-5» вместо РН «Протон-М» (после прекращения её эксплуатации), поскольку коммерческие запуски «Ангары» с космодрома Плесецк очень затруднены по организационным причинам (Плесецк является военным космодромом) и экономически невыгодны (выводимая масса полезной нагрузки на ГПО существенно меньше, чем «Протоном» с Байконура). Для российских государственных структур запуски «Ангары» с Байконура не представляют интереса, поэтому данный проект являлся исключительно коммерческим предприятием ГКНПЦ им. Хруничева и казахстанской стороны без государственного финансирования со стороны РФ.
В ноябре 2012 года проект создания совместного российско-казахстанского ракетно-космического комплекса на основе новой ракеты-носителя «Ангара» фактически зашёл в тупик. Достигнуть компромисса по вопросу финансирования проекта не удалось. В марте 2013 года руководитель Роскосмоса Владимир Поповкин заявил на пресс-конференции на Байконуре, что принято окончательное решение о строительстве стартового комплекса для РН «Ангара» на космодроме «Восточный».
2 июня 2015 года первый вице-премьер Казахстана Бакытжан Сагинтаев сообщил журналистам, что строительство космического ракетного комплекса «Байтерек» на космодроме Байконур начнется в 2021 году. «Байтерек» будет развиваться на базе ракеты-носителя «Ангара». При этом, составной частью российско-казахского космического ракетного комплекса «Байтерек» станет разрабатываемая ракетно-космической корпорацией «Энергия» ракета-носитель «Сункар».
C 2017 года проект «Байтерек» переориентирован на ракету-носитель «Союз-5».

## Стартовый комплекс на космодроме «Восточный»
Перед Роскосмосом была поставлена задача в течение первого полугодия 2016 года разработать системный проект универсального стартового комплекса с одной стартовой площадкой, с которой можно будет запускать любую из трёх версий ракеты-носителя «Ангара» — «Ангара-А5», «Ангара-А5П» (пилотируемая) и «Ангара-А5В» (повышенной грузоподъёмности).
Фактическое строительство второй очереди началось 30 мая 2019 года и полностью закончится в 2025 году. Первый пуск ракеты-носителя «Ангара-А5» был назначен на август 2023 года с серией сдвигов до 11 апреля 2024, после чего стартовый стол модернизируется для обеспечения запусков «Ангары-А5В» в 2027 году.

## Основные характеристики первоначального варианта РН «Ангара»
Данные приведены по книге В. Е. Гудилина и Л. И. Слабкого «Ракетно-космические системы (История. Развитие. Перспективы)», Москва, 1996 г.
| N п/п | Характеристика                                                                       | Значение                                                                      |
| ----- | ------------------------------------------------------------------------------------ | ----------------------------------------------------------------------------- |
| 1     | Стартовая масса, т                                                                   | Стартовая масса, т                                                            |
|       | ‣ РН (без КГЧ / с КГЧ)                                                               | 611,5 / 640                                                                   |
|       | ‣ I ступень                                                                          | 481,53                                                                        |
|       | ‣ II ступень                                                                         | 129,64                                                                        |
| 2     | Масса полезного груза, выводимого на орбиту с параметрами Нкр = 200 км, i = 63 град. | 26                                                                            |
| 3     | Масса полезного груза, выводимого на ГСО с использованием разгонного блока, т        | Масса полезного груза, выводимого на ГСО с использованием разгонного блока, т |
|       | ‣ КВРБ                                                                               | 4,3                                                                           |
|       | ‣ РБ «Бриз-М»                                                                        | 3,2                                                                           |
| 4     | Масса конструкции РН, т, в том числе:                                                | 46,6                                                                          |
|       | ‣ ускоритель 1 ступени                                                               | 33,0                                                                          |
|       | ‣ ускоритель 2 ступени                                                               | 13,66                                                                         |
| 5     | Масса заправляемых компонентов топлива, т                                            | Масса заправляемых компонентов топлива, т                                     |
|       | ‣ I ступени (ж. O₂ / РГ-1)                                                           | 324,4 / 123,7                                                                 |
|       | ‣ II ступени (ж. O₂ / ж. H₂)                                                         | 99,4 / 16,7                                                                   |
| 6     | Рабочий запас топлива                                                                | Рабочий запас топлива                                                         |
|       | ‣ I ступень (ж. О₂ / РГ-1)                                                           | 317,6 / 120,77                                                                |
|       | ‣ II ступень (ж. О₂ / ж. H₂)                                                         | 97,84 / 16,31                                                                 |
| 7     | Конечная масса блока, т                                                              | Конечная масса блока, т                                                       |
|       | ‣ I ступени                                                                          | 40,178                                                                        |
|       | ‣ II ступени                                                                         | 15,663                                                                        |
| 8     | Габаритные размеры (длина / поперечное сечение), м                                   |                                                                               |
|       | ‣ РН (без КГЧ)                                                                       | 35,25 / 3 х 3,9                                                               |
|       | ‣ ускоритель 1 ступени                                                               | 25,44 / 3 х 3,6                                                               |
|       | ‣ ускоритель 2 ступени                                                               | 13,80 / 3 х 3,9                                                               |
|       | ‣ КГЧ                                                                                | 19,42 / 4,35                                                                  |
| 9     | Тяга МД 1 ступени, тс                                                                | Тяга МД 1 ступени, тс                                                         |
|       | ‣ у земли                                                                            | 740                                                                           |
|       | ‣ в вакууме                                                                          | 806,4                                                                         |
| 10    | Удельный импульс тяги МД 1 ступени, с                                                | Удельный импульс тяги МД 1 ступени, с                                         |
|       | ‣ у земли                                                                            | 309,5                                                                         |
|       | ‣ в вакууме                                                                          | 337,2                                                                         |
| 11    | Тяга МД 2 ступени в пустоте, с                                                       | 190                                                                           |
| 12    | Удельный импульс тяги МД 2 ступени в пустоте, с                                      | 455,5                                                                         |

## Сравнительная оценка
Аналогами «Ангары-А5» по стартовой массе и по выводимой на ГПО полезной нагрузке являются американская РН Falcon 9, французская «Ариан-6» и китайская РН «Чанчжэн-5». «Союз-2» занимает промежуточное положение между «Ангара-1.2» и «Ангара-А3».
РН «Ангара» производится с широким использованием полимерных композитных материалов, при этом доля композитов на 20 % выше, чем в «Протон-М».
Запуски «Ангары» дешевле, чем у «Delta IV Heavy», но, по состоянию на 2014—2020 годы, в два раза дороже запуска «Протона-М», что естественно, учитывая серийность «Протона».
Но «Delta IV Heavy» водородная, грузоподъёмностью 28 тонн на НОО. А при пусках на ГСО значительно грузоподъёмней «Ангары-А5».

## Список пусков
Всего РН «Ангара» в различных модификациях стартовала 6 раз, из которых 5 были полностью успешными, а последний — частично успешным из-за аварии разгонного блока «Персей».

### Список планируемых пусков
Уже состоявшиеся пуски РН «Ангара» находятся на странице Список пусков ракет-носителей «Ангара».
| Список планируемых пусков РН семейства «Ангара» | Список планируемых пусков РН семейства «Ангара» | Список планируемых пусков РН семейства «Ангара» | Список планируемых пусков РН семейства «Ангара» | Список планируемых пусков РН семейства «Ангара» | Список планируемых пусков РН семейства «Ангара» | Список планируемых пусков РН семейства «Ангара»      | Список планируемых пусков РН семейства «Ангара» |
| №                                               | Дата, время, МСК                                | Модификация                                     | Разгонный блок                                  | Полезная нагрузка / Платформа                   | Космодром / Пусковая установка                  | Предназначение                                       | Заказчик                                        |
| 2023 год                                        | 2023 год                                        | 2023 год                                        | 2023 год                                        | 2023 год                                        | 2023 год                                        | 2023 год                                             | 2023 год                                        |
| ----------------------------------------------- | ----------------------------------------------- | ----------------------------------------------- | ----------------------------------------------- | ----------------------------------------------- | ----------------------------------------------- | ---------------------------------------------------- | ----------------------------------------------- |
|                                                 | не ранее I квартала                             | Ангара-А5                                       | Бриз-М                                          | Космос                                          | Плесецк / 35/1                                  | запуск спутника                                      | Министерство обороны РФ                         |
|                                                 | декабрь 2023                                    | Ангара-А5                                       | АМ                                              | Аист-2Т                                         | Плесецк / 35/1                                  | запуск спутника                                      | «Роскосмос»                                     |
| 2024 год                                        |                                                 |                                                 |                                                 |                                                 |                                                 |                                                      |                                                 |
|                                                 | 2024                                            | Ангара-А5                                       | Бриз-М или ДМ-03 Персей (14С48)                 | Аракс-Р                                         | Восточный / 35/1                                | Аракс-Р                                              | Министерство обороны РФ                         |
| 2025 год                                        |                                                 |                                                 |                                                 |                                                 |                                                 |                                                      |                                                 |
|                                                 | не ранее 2025                                   | Ангара-А5                                       | Бриз-М или ДМ-03 Персей (14С48)                 | Луч-5ВМ                                         | Восточный / Пл.1А                               | Луч-5ВМ                                              | «Роскосмос»                                     |
|                                                 | не ранее 2025                                   | Ангара-1.2                                      | АМ                                              | Спутники                                        | Восточный / Пл.1А                               | 22 спутника Марафон                                  | «Роскосмос»                                     |
| 2027 год                                        |                                                 |                                                 |                                                 |                                                 |                                                 |                                                      |                                                 |
|                                                 | 2027                                            | Ангара-А5                                       | Бриз-М                                          | Макет космического корабля «Орёл»               | Восточный / Пл.1А                               | испытательный пуск с космическим кораблём «Орёл»     | «Роскосмос»                                     |
|                                                 | 2027                                            | Ангара-А5                                       |                                                 | Научно-энергетический модуль                    |                                                 | запуск базового блока Российской орбитальной станции | «Роскосмос»                                     |

## Фильмы
- «Космос. День независимости» — специальный репортаж Вестей о первом испытательном пуске ракеты «Ангара»
- «Ангара». В космос по-русски